# Empresa matriu
Una empresa matriu és una empresa que té una majoria d'accions d'una o més empreses, que es consideren filials seves.
A Andorra, la llei defineix una empresa matriu com «l'entitat que pot exercir, directament o indirectament, el control d'una o més entitats, [entès com] la relació existent entre una entitat matriu i una filial, o la relació de la mateixa naturalesa entre qualsevol persona física o jurídica i una empresa, en qualsevol de les situacions següents en què l'entitat matriu:
a) tingui la majoria dels drets de vot;
b) tingui la facultat de nomenar o destituir la majoria dels membres de l'òrgan d'administració;
c) pugui disposar, en virtut d'acords subscrits amb tercers, de la majoria dels drets de vot;
d) hagi designat amb els seus vots la majoria dels membres de l'òrgan d'administració que exerceixin el seu càrrec. En concret, aquesta circumstància es presumeix quan la majoria dels membres de l'òrgan d'administració de la societat dominada són membres de l'òrgan d'administració o alts directius de la societat dominant o d'una altra dominada per aquesta societat[.]»